# Бачвани (Козарска Дубица)
Бачвани су насељено мјесто у општини Козарска Дубица, Република Српска, БиХ. Према попису становништва из 1991. у насељу је живјело 132 становника.

## Географија
Збијеног је типа. Кроз атар пролази пут Козарска Дубица – Костајница. Смјештено је на побрђима Поткозарја и на десној обали ријеке Уне. Кроз село протиче поток Суртулија.

## Историја
Према предању, село је добило име по томе што су у њему израђиване бачве. На локалитету Цинтор налазе се остаци средњовјековне цркве и некропола. Солунски добровољци из Бачвана  били су Милош Бајалица и Микан Кос. У Другом свјетском рату погинуло је 58 бораца НОВЈ и 96 цивила, међу којима 30 дјеце до 14 година. Становништво је највише страдало од усташа у селу и у јасеновачком логору. Бачвани су добили електричну енергију 1967, а телефонске прикључке и локални водовод осамдесетих година ХХ вијека. У рату 1992–1995. погинуо је један борац ВРС.

## Становништво
У селу живе породице Бајалица, Вуклиш, Марјановић славе Јовањдан; Вујановић, Кос, Станивуковић – Ђурђевдан; Зец – Св. Пантелејмона; Злокапа – Св. Стефана; Кеча – Марковдан; Стојаковић – Никољдан.
| Демографија | Демографија | Демографија |
| Година      | Становника  | Становника  |
| ----------- | ----------- | ----------- |
| 1895.       | 187         |             |
| 1948.       | 207         |             |
| 1953.       | 203         |             |
| 1961.       | 196         |             |
| 1971.       | 166         |             |
| 1981.       | 143         |             |
| 1991.       | 132         |             |
| 2013.       | 101         |             |